# Alonso de Rozas

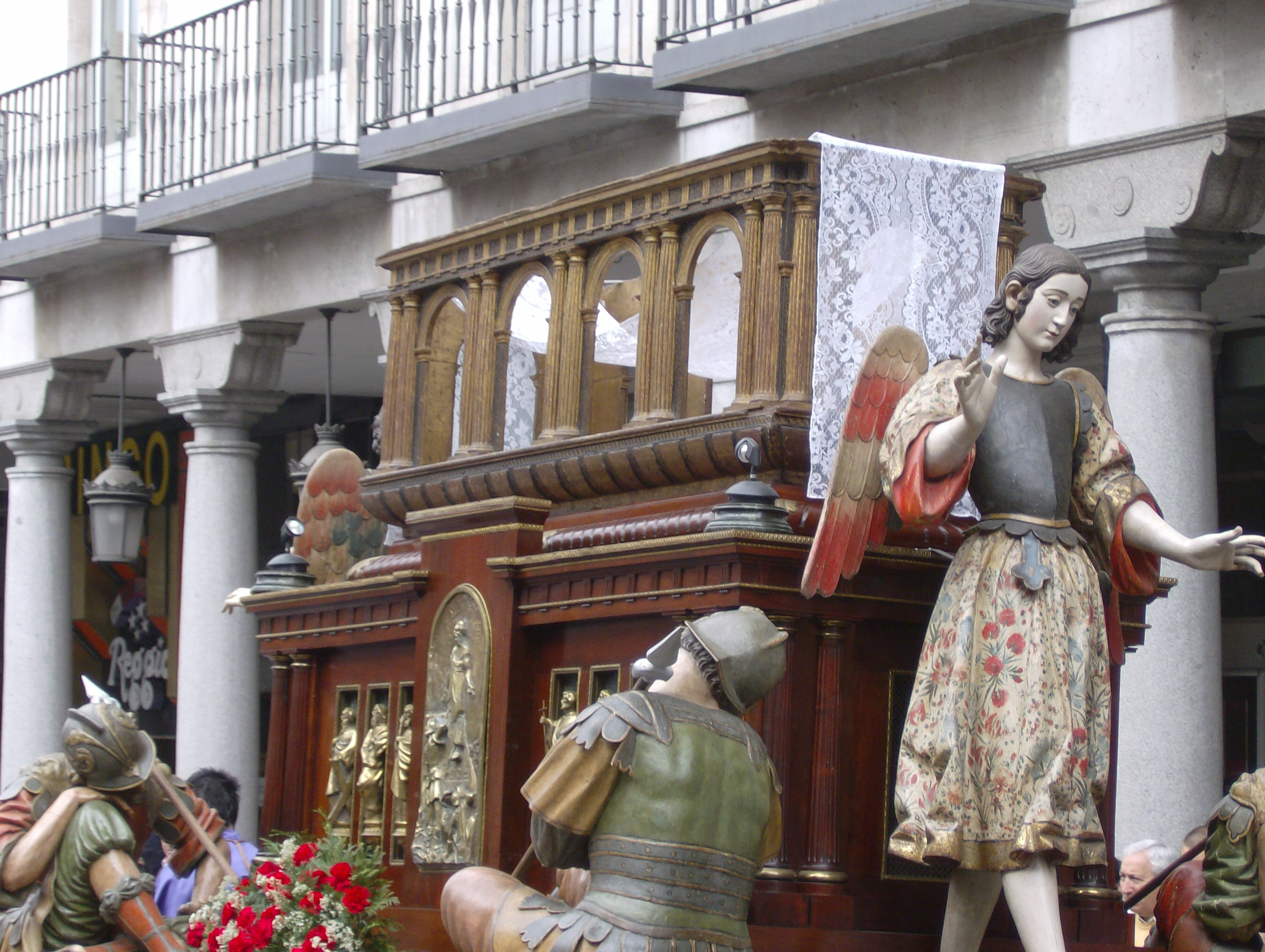
Detalle del Paso del Santo Sepulcro

Alonso de Rozas (Mondoñedo, h.1625 - 1681) fue un escultor barroco, padre del también escultor José de Rozas. Seguidor del estilo de Gregorio Fernández, trabajó en Valladolid, Zamora y Oviedo.

## Obras
En la Colegiata de San Luis en Villagarcía de Campos:
- Inmaculada (1666). Capilla del Relicario.
- Retablo de Santa Inés. Imagen de la titular (1673).

Otras obras:
- Paso del Santo Sepulcro conocido como de los Durmientes (1679) de la Cofradía de Nuestra Señora de las Angustias. Los sayones son obra de Alonso de Rozas mientras que los ángeles lo son de José de Rozas.
- San Fernando (Fernando III de Castilla). Existen tres esculturas repartidas en las catedrales de Zamora, Palencia y Valladolid.